# Stevenstone House

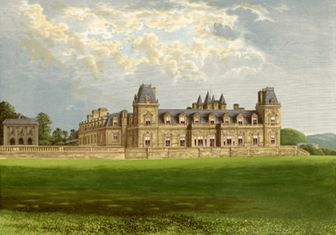
Stevenstone House, erbaut für Hon. Mark Rolle zwischen 1868 und 1872 nach Plänen von Charles Barry jun. († 1900). Heute ist das Haus eine größtenteils zerstörte Ruine. Bis heute erhalten ist das palladianistische Bibliotheksgebäude, das man auf der linken Bildseite sieht. Es wurde für Lord Rolles Großvater John Rolle († 1730) gebaut. Die zeitgenössische Orangerie dahinter ist auch bis heute erhalten. Beide Gebäude gehören heute dem Landmark Trust. Veröffentlicht in: Morris, Rev. F. O. Picturesque Views of Seats of Noblemen & Gentlemen of Great Britain & Ireland. London 1880.

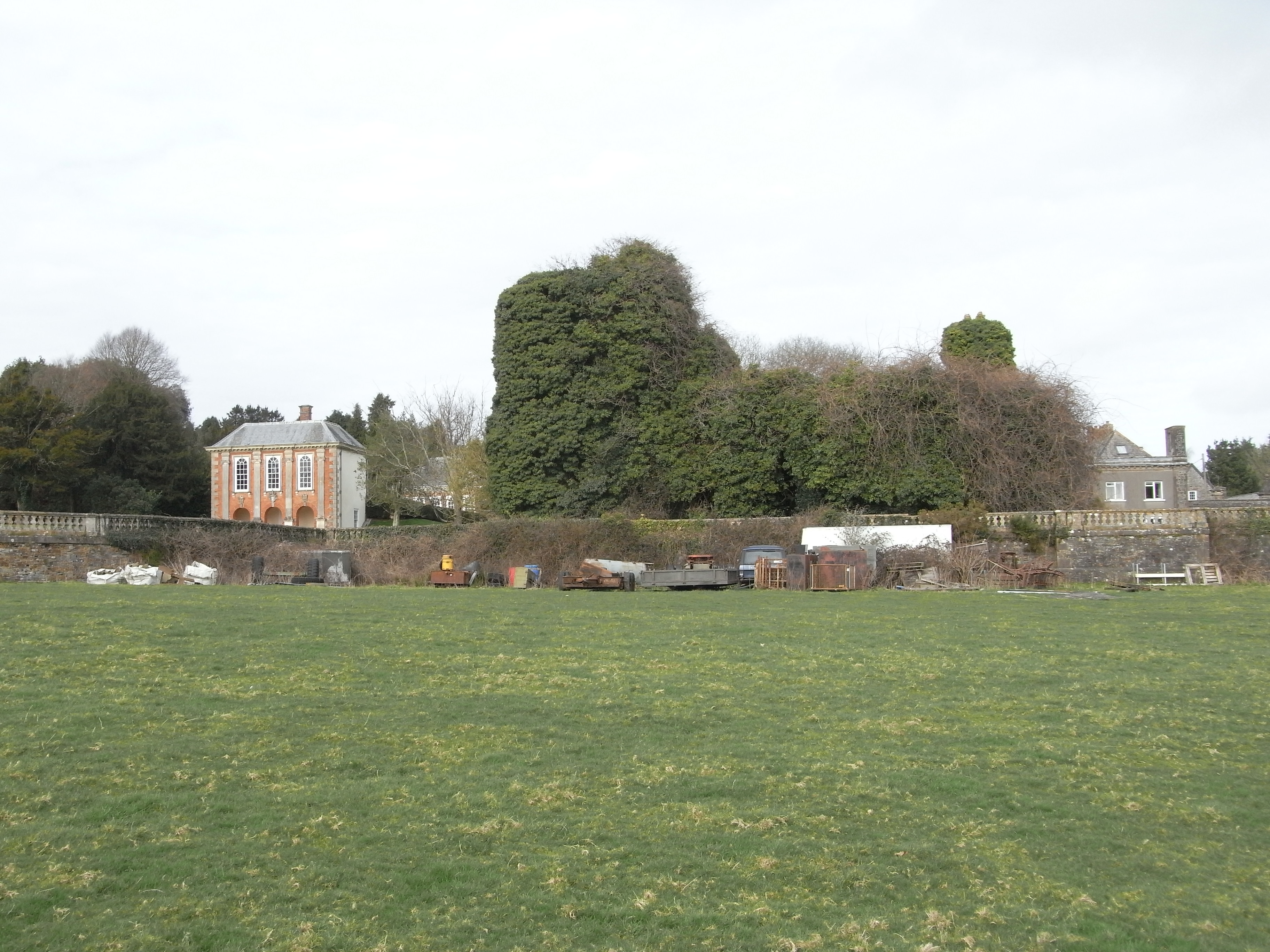
Die efeuüberrankten Ruinen von Stevenstone House im Jahre 2012. Hoskins beschrieb es 1954 als „ein schandbar hässliches Haus, dessen derzeitiger Verfall einem keine Tränen in die Augen zu treiben braucht.“ und „eine hässliche Ruine in einem nackten und verwüsteten Park“. Auf der linken Bildseite befindet sich der palladianistische Bibliotheksraum und dahinter die Orangerie, die ungefähr 1715–1730 gebaut wurden.

Stevenstone House ist ein früheres Herrenhaus beim Dorf St Giles in the Wood in der Nähe der Kleinstadt Great Torrington im Norden der englischen Grafschaft Devon. Es war von etwa 1524 bis 1907 der Hauptsitz der Familie Rolle, eine der mächtigsten und einflussreichsten Familien in Devon. Die Ländereien der Rolles, wie im Return of Owners of Lands, 1873 (korrigiert von Bateman, 1883) ausgewiesen, beliefen sich auf 22.237 Hektar, die einen jährlichen Rohertrag von 47.170 £ lieferten und das größte Anwesen in Devon bildeten, gefolgt von denen des Duke of Bedford mit 9043 Hektar und einem jährlichen Rohertrag von fast 46.000 £.
Von der Glorious Revolution 1699 bis zum Reform Act 1832 wurden die parlamentarischen Vertreter effektiv nur aus den zehn großen Familien gewählt, meistens territoriale Magnaten. Die drei dominantesten davon waren Bampfyldes von Poltimore House und North Molton, die Courtenays von Powderham Castle und die Rolles von Stevenson House und Bicton. Die Rolles waren nicht von mittelalterlichem Adel wie die Courtenays, sondern stammten von einem fähigen Rechtsanwalt und Verwalter aus der Tudorzeit ab, ebenso wie die Russells, die späteren Dukes of Bedford. Sowohl die Russells als auch die Rolles erwarben viel klösterliches Land nach der Auflösung der englischen Klöster. Tatsächlich standen die Rolles nach der Meinung von Hoskins (1954) „nur den Russells in der Ausdehnung ihrer klösterlichen und anderen Ländereien nach und mit der Zeit sollten sie sie noch überholen“.
1669 hatte Sir John Rolle († 1706), KB aus Stevenstone House, ein jährliches Einkommen von 6000 £, was ihn „zu einem der reichsten Herren im Land“ machte. Er starb 1706 im Besitz von mehr als 40 Grundherrschaften in Devon. Die Familie baute nacheinander verschiedene Häuser auf demselben Anwesen, die Stevenson House genannt wurden; die letzte, viktorianische Version wurde 1868–1872 errichtet, aber dann in zwei Stufen zerstört, zuerst durch eine Verkleinerung nach 1912 und dann nach 1931 langsam zur Gewinnung von Baumaterialien.

## Grundherrschaft

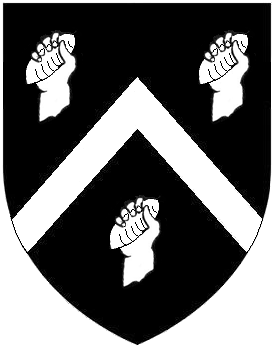
Wappen der Stefenstons, wie von Tristram Risdon in seinem Notebook (um 1630) erwähnt: Schwarz, ein Winkel zwischen drei rechten Händen, zur Faust geballt und in jeder eine Börse (soll Feuerstein oder Stein sein) silber. Risdon war sich nicht sicher und setzte ein Fragezeichen hinter das Wort „Börse“. Diese scheinen redende Wappen zu sein; die greifende Hand bedeutet Besitz und wenn die Hand den Namen „Steven“ erhält, bedeutet dies „Stevens Stein“ (engl.: Stevenstone). Wenn man dem Geist der Bilderrätsel folgt, so ist das Dargestellte umso akzeptabler, je absurder es ist. George Rolle († 1552), der Käufer des Anwesens aus dem 16. Jahrhundert, übernahm dieses Motiv als Helmkleinod, auf eine Elle verlängert, wie man es im Bibliotheksraum in Stevenson House von John Rolle Walter († 1779) aufgebaut sehen kann. John Rolle, 1. Baron Rolle († 1842) tauschte den Stein gegen eine sprechende Pergamentrolle, wie man es auf dem bunten Glasfenster im Haupttreppenhaus von Bicton House sehen kann, und das Denkmal von Samuel Rolle (1669–1735) aus Hudscott in der Kirche von Chittlehampton zeigt einen Stab. Die Plakette des Zerstörers der Hunt-Klasse HMS Stevenstone, der nach der Fuchsjagd der Rolles benannt ist, zeigt in der Hand ein Jagdhorn.

John Prince beschreibt die Herkunft der Stevenstones in seinen Worthies of Devon, basierend auf der Arbeit des Topographen Tristram Risdon, der selbst in der Pfarre St Giles, im Winscott House geboren wurde, wie folgt: Der erste dokumentierte Inhaber der Grundherrschaft war Michael de Stephans, der sie an Richard Basset, den Vater von Elias Basset, vergab, der sie wiederum an Walter de la Lay oder Ley vergab. Dessen Nachkomme, John de Lay, änderte seinen Namen in John de Stevenstone. Der Overlord, ein späterer Elias Basset, Grundherr von Beaupier in Wales, übertrug dann alle seine Interessen an Stevenstone an John de Stevenstone. Diesem folgte ein weiterer John, ein Walter und wieder ein John de Stephenston nach. Letzterer hinterließ als einzige Erbin eine Tochter, Elizabeth de Stephenston, die die Grundherrschaft durch Heirat ihrem Gatten, Grant of Westlegh bei Bideford übertrug. Grant of Westlegh selbst hatte keinen männlichen Nachkommen und hinterließ sein Erbe seinen zwei Töchtern zusammen. Eine von ihnen heiratete Monk of Potheridge, während die andere ein Mitglied der Familie Moyle ehelichte, die Stevenstone als Erbteil der Gattin erhielten. Ihr Gatte machte das Anwesen zu seinem Hauptwohnsitz und Prinz meint auf Basis von Tristram Risdons Versicherungen, dass sein Nachkomme, Sir Walter Moyle, ein Richter (Justice of the King’s Bench), hier 1454 geboren sei.

### Rolle

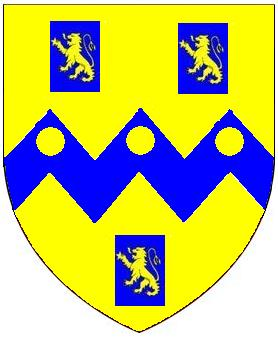
Arms of Rolle: Gold, auf einem dreifach gezackten, blauen Balken zwischen drei blauen Schildern, jedes von ihnen mit einem springenden Löwen der ersten drei Goldstücken

Verschiedene Formen des Helmkleinods der Rolles, deren Standardform, wie folgt, aussieht: Ein ellenlanger Arm, senkrecht, bekleidet oder mit einem doppelt blau geränderten Balken belegt, in der Hand einen Feuerstein. Oben links: in der Bibliothek, Stevenstone (mit Feuerstein); oben rechts: im bunten Glasfenster in Bicton House (mit Pergamentrolle); unten links: in der Kirche von Chittlehampton (mit Stab); unten rechts: in der Guildhall von Barnstaple (Plakette der HMS Stevenstone, mit invertierten Farben, doppelt berändert und mit Jagdhorn). Es wurde auch als Plakette der Royal North Devon Hussars, dem Vorgänger desjenigen Regimentes, das größtenteils von Lord Rolle aufgebaut wurde, und zwar mit entweder einer Rolle oder einem Palmwedel in der Hand.

George Rolle († 1552), Parlamentsabgeordneter, der Gründer dieser Familie in Devon, kaufte das Anwesen kurz vor dem Jahr 1524. Er wurde vermutlich in Dorset geboren, erlangte Prominenz als Rechtsanwalt in London und hatte verschiedene klösterliche Häuser als Klienten. Einer seiner prominentesten Klienten war Arthur Plantagenet, 1. Viscount Lisle († 1452), dem er bis zu dessen Tod als Rechtsberater zur Seite stand. Er war Parlamentsabgeordneter für den Wahlkreis Barnstaple im Jahre 1542 und nochmals im Jahre 1545.
Unter den männlichen Nachkommen von George Rolle bis 1842 waren etwa 20 Parlamentsmitglieder. 1842 starb die letzte männliche Linie mit John Rolle, 1. Baron Rolle (1750–1842), einem Nachfahren von George Rolles zweitem Sohn George Rolle († 1573) aus. Dieser war von der Grundherrschaft Marrais in der Pfarre Week St Mary in Cornwall, die ihm sein Vater verschafft hatte, der die Vormundschaft für Margaret of Marrais erhalten hatte und diese in seinem Testament seinem Sohn George vermachte, der die Frau heiratete.
Die männliche Linie des ältesten Sohnes des Patriarchen George Rolle, John Rolle († 1570), endete mit dem Tod des noch jugendlichen John Rolle (1638–1642). Stevenstone und verschiedene andere Grundherrschaften, die die Familie durch Zukauf oder Erbe angehäuft hatten, fielen später an Sir John Rolle (1626–1706), dem Enkel von George Rolle († 1573) von Marrais. Einige der Anwesen des vierten Sohnes des Patriarchen, Henry Rolle aus Heanton Satchville in Petrockstowe, fielen ebenfalls an die Linie des George Rolle von Marrais, das Henry Rolles männliche Linie 1747 mit dem Tod von Samuel Rolle aus Hudscott in Chittlehampton ausstarb.

#### Vererbung in der Familie Rolle
- George Rolle († 1552), Parlamentsabgeordneter. Kaufte Stevenstone vor 1524.
- John I. Rolle (1522–1570), ältester Sohn von George Rolle, Gatte von Margaret Ford († 1570); an sie wird durch eine Brasse in der Kirche St Giles erinnert.
- Sir Henry Rolle (1545–1625), ältester Sohn von John I. Rolle, heiratete erst Elizabeth Watts, dann eine Fortescue, Tochter von John Fortescue (1525–1595) aus Fallapit (East Allington) durch seine Gattin Honor Speccot († 1606), deren Brassen in der Kirche von East Allington zu sehen sind.[12]
- Denys I. Rolle (1614–1638), Enkel von George Rolle. Sheriff von Devon 1636, einer von Princes Worthies of Devon, wo er ihn beschreibt als „den damaligen Liebling seines Landes, geschmückt mit allen wünschenswerten Eigenschaften, die ihn zum perfekten Gentleman machen. Er war, obwohl jung, von rechtem Witz, großzügigem Wesen und großem Herz.“[13] Denkmal und Bildnis im Rolle-Mausoleum in der ‘’Old Bicton Church’’. Sohn von Sir Henry Rolle († 1617) (Sohn von Elizabeth Watts, der vor seinem Vater starb), von seiner Gattin Anne Denys, Erbin von Bicton.
- John Rolle (1638–1642), einziger Sohn von seiner Gattin Margaret Poulett. Starb im Kindesalter.
- Henry Rolle (1605–1647) aus Beam House (Great Torrington). Vetter von Sir Henry Rolle († 1617).
- Sir John Rolle (1626–1706), KB, Parlamentsabgeordneter. Enkel von George Rolle von Marrais (Cornwall), zweiter Sohn des Patriarchen George Rolle († 1552). Heiratete seine Base Florence Rolle, Schwester des jugendlichen John Rolle († 1642). Starb im Besitz von 40 Grundherrschaften in Devon, mit einem jährlichen Einkommen (1669) von 6000 £, beschrieben als „einer der reichsten Herren im Land“.
- Robert Rolle (1677–1710), Parlamentsabgeordneter, Enkel, Sohn von John Rolle († 1689). Er starb vor seinem Vater.
- John Rolle (1679–1730), Parlamentsabgeordneter, Bruder. Heiratete Isabella Walter.
- Henry Rolle, 1. Baron Rolle (1708–1750), ältester Sohn.
- John Rolle Walter (1712–1779), Parlamentsabgeordneter, Bruder.
- Denys Rolle (1725–1797), Parlamentsabgeordneter, Bruder. Gründete Kolonien in Palatka (Florida) und Exuma (Bahamas). Erbte Hudscott von einem entfernten Vetter Samuel Rolle († 1747), Nachfahre von Henry Rolle von Heanton Satchville, vierter Sohn des Patriarchen George Rolle († 1552).
- John Rolle, 1. Baron Rolle (1750–1842), Parlamentsabgeordneter, Sohn. Letzter der männlichen Linie, starb ohne Nachkommen.
  - Mark Rolle (1835–1907), adoptierter Erbe, Neffe von Lord Rolles Gattin Louisa Trefusis.

## Formen von Stevenstone House

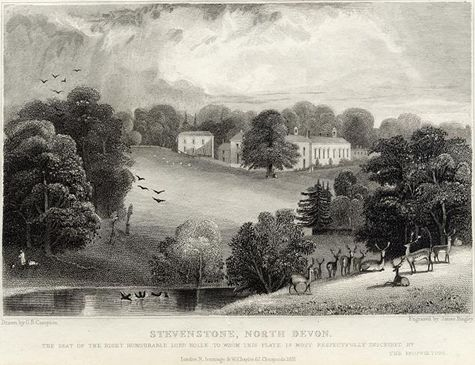
„Stevenstone, North Devon, the seat of the Right Honourable Lord Rolle“. Gezeichnet von G. B. Campion, graviert von James Bingley, veröffentlicht von R. Jennings & W. Chaplin, 62 Cheapside, London, 1831. Den Bibliotheksraum kann man auf der linken Bildseite sehen.

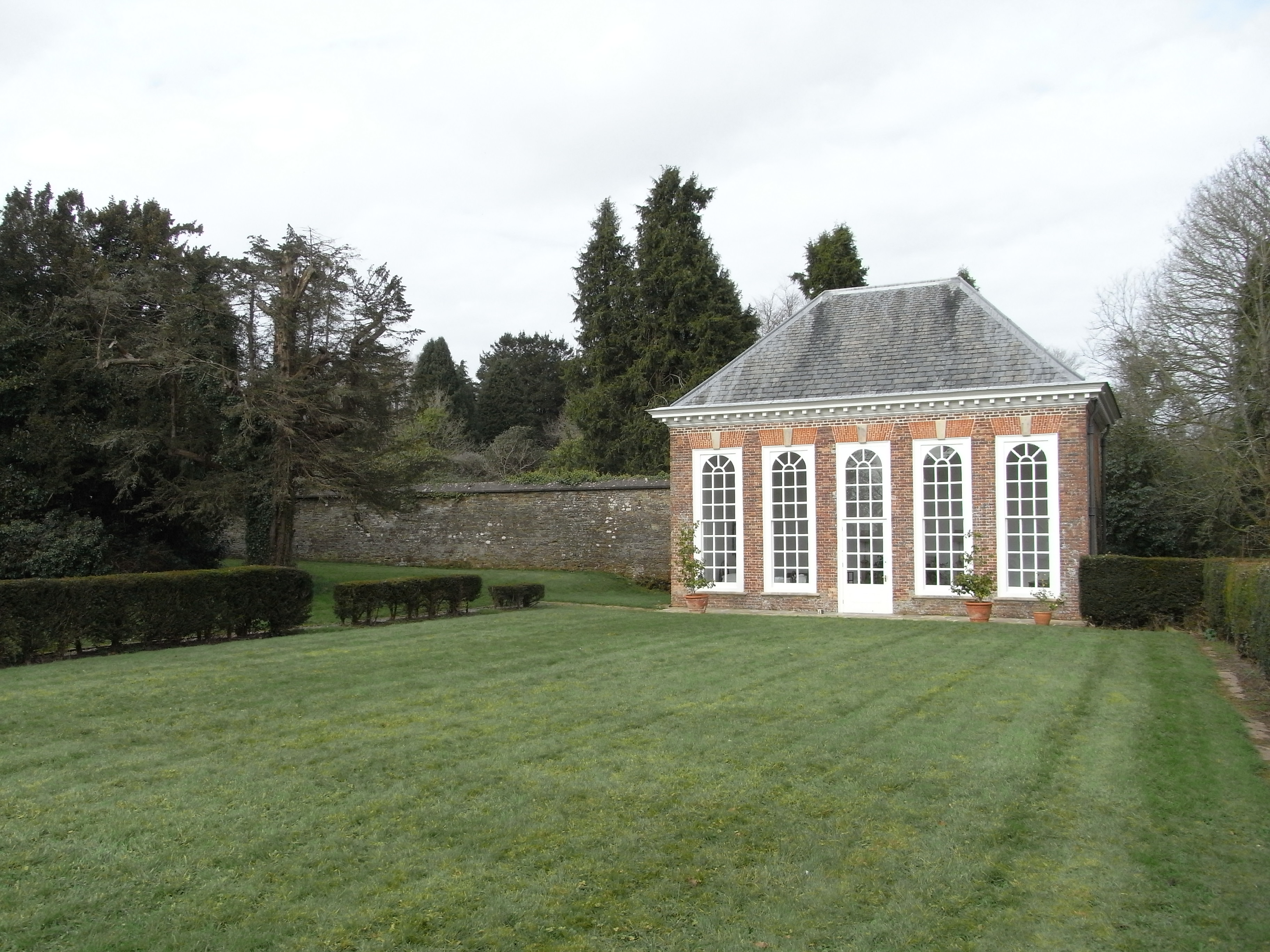
Orangery von Stevenstone House. Erbaut für John Rolle (1679–1730), Parlamentsabgeordneter, ca. 1715–1730. Zeigt auch Reste des Pinetums.

Die ersten Aufzeichnungen der Form des Herrenhauses sind die von John Leland († 1552), der schrieb: „Es gibt eine Siedlung, die zu Tarington gehört und keine Meile östlich der Kirche St Giles in the Wood liegt, wo George Rolles ein wirklich schönes Haus aus Ziegeln gebaut hat.” Laut Hoskins war es das erste aus Ziegeln erbaute Haus in Devon. Bis heute erhalten ist ein Brief von George Rolle aus dem Jahr 1539 an die Gattin seines illustren Kunden, Lady Lisle “aus meinem armen Haus” in Stevenstone.
Zwei palladianistische Nebengebäude, die als Orangerie und „Bibliotheksraum“ dienten, ließ John Rolle (1679–1730) und der Bibliotheksraum zeigt über dem Schlussstein seines mittleren Bogens das Wappen der Rolles, das die Wappen der Baronets Walter aus Sarsden in Oxfordshire, der Familie seiner Gattin Isabella Walter († 1734) enthält. Hoskins stellt fest, dass das Herrenhaus selbst irgendwann im 18. Jahrhundert neu aufgebaut oder umgebaut wurde, Pevsner meint, dies sei ca. 1709 geschehen, vielleicht auch zur selben Zeit wieder der Bau der Nebengebäude. Eine Gravierung dieses georgianischen Hauses von James Bingley, die 1831 veröffentlicht wurde, ist bis heute erhalten.

## Viktorianischer Neuaufbau

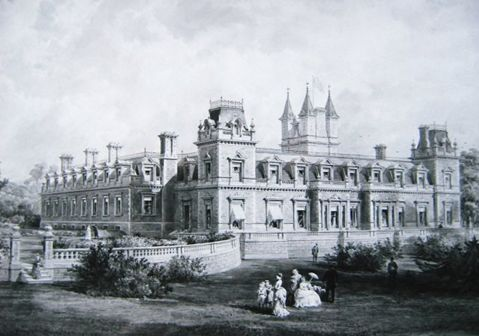
Stevenstone House 1872. Den hohen Turm sieht man deutlich.

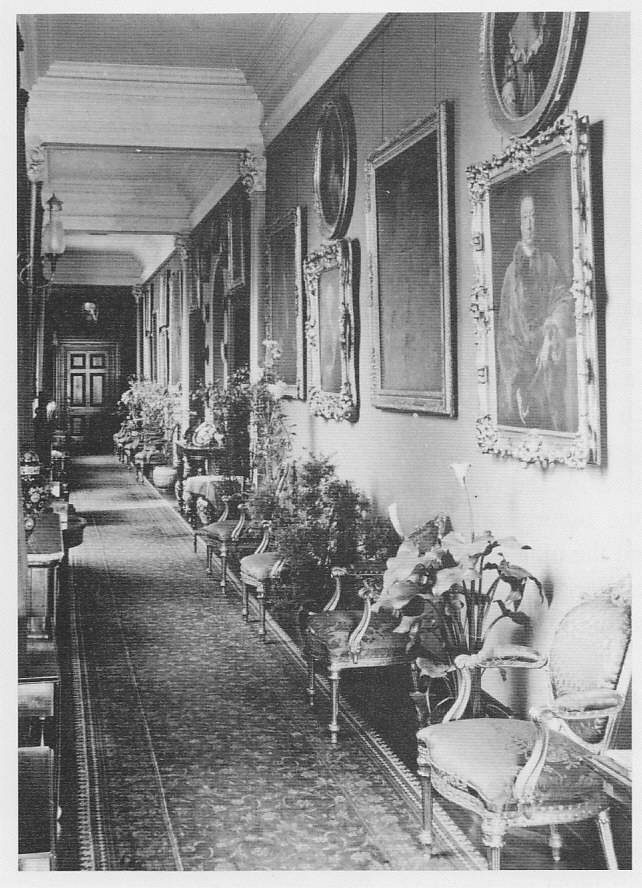
Korridor im Stevenstone House, ca. 1907–1912. Foto aus einem Auktionskatalog, der zwischen 1907 (Tod von Hon. Mark Rolle) und 1912 (Kauf durch Capt. Clemson) veröffentlicht wurde. Das Arrangement ist so, wie es Mark Rolle hinterließ. Im rechten Vordergrund sieht man das Porträt von John Rolle Walter (1712–1779) aus Stevenstone, gemalt um 1753 von Pompeo Batoni (1708–1787) und 2008 von Royal Albert Memorial Museum in Exeter für 300.000 £ angekauft. Eine Kopie hängt in der Stadthalle von Great Torrington.

Das Herrenhaus ließ 1868 Hon. Mark Rolle († 1907) abreißen und stattdessen 1868–1872 ein viktorianisches Herrenhaus nach Plänen von Charles Barry jr. († 1900) im Stil eines französischen Schlosses (oder im „franko-italienischen Stil“, wie es in einer zeitgenössischen Ausgabe der Building News genannt wurde) erbauen, das heute weithin als Gebäude von nur geringem architektonischen Wert angesehen wird. Es lag in einem Rehpark von 148 Hektar Größe, der eine große Anzahl an großen und wertvollen Bäumen enthielt. Hoskins meinte 1954: „Mark Rolle ließ das Haus im schlechtesten Stil seiner Zeit neu errichten. Der reichste Mann in Devon ließ sich das hässlichste Haus bauen.“

## Verkauf und Abbruch

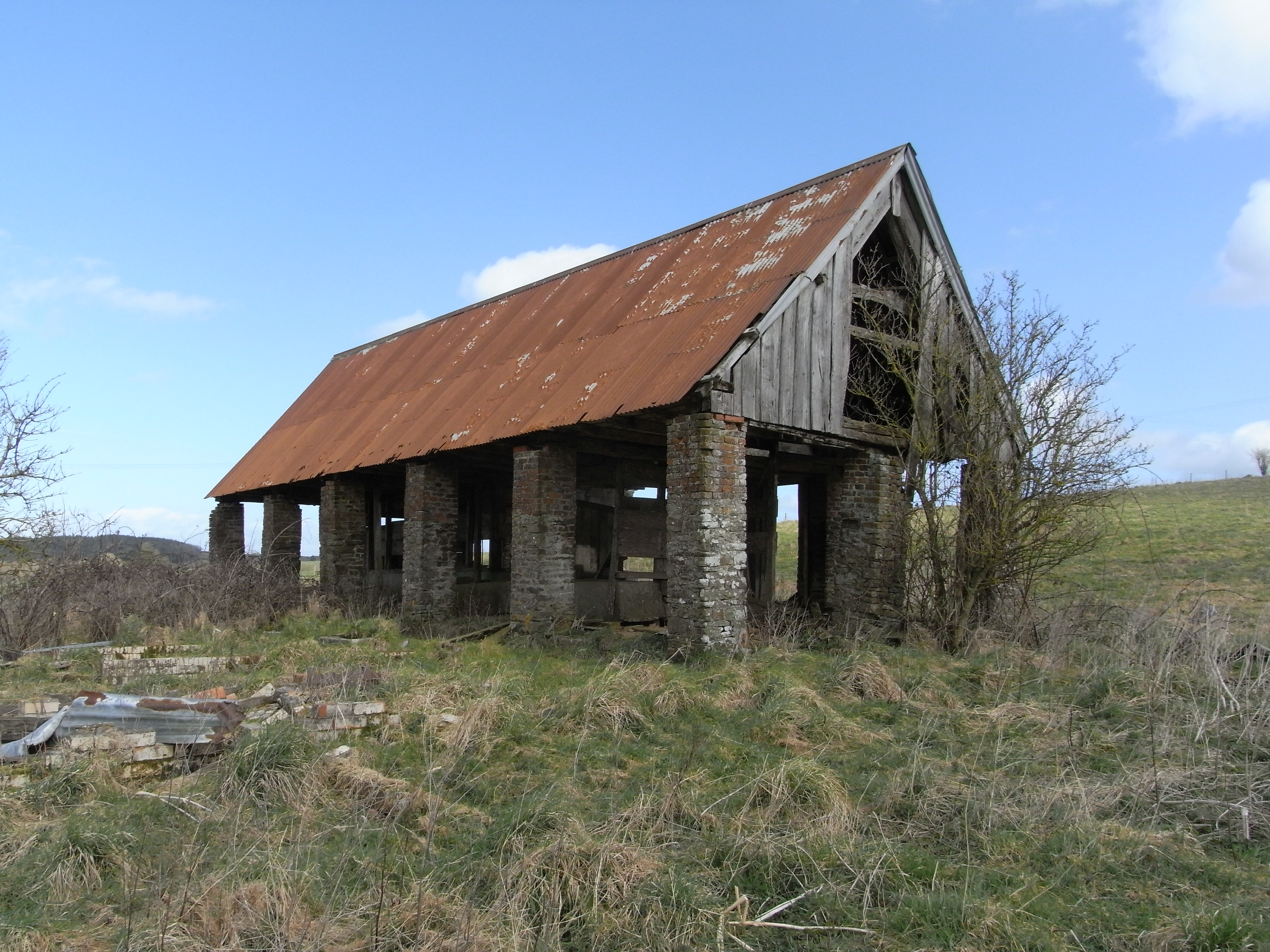
Wetterschutz für Rehe, lt. Pevsner von etwa 1700, im früheren Rehpark von Stevenstone House. Man kann es von der Terrasse des Hauses aus auf der anderen Seite eines Tales sehen. 2012 wurde es von einem ortsansässigen Makler zum Verkauf angeboten.

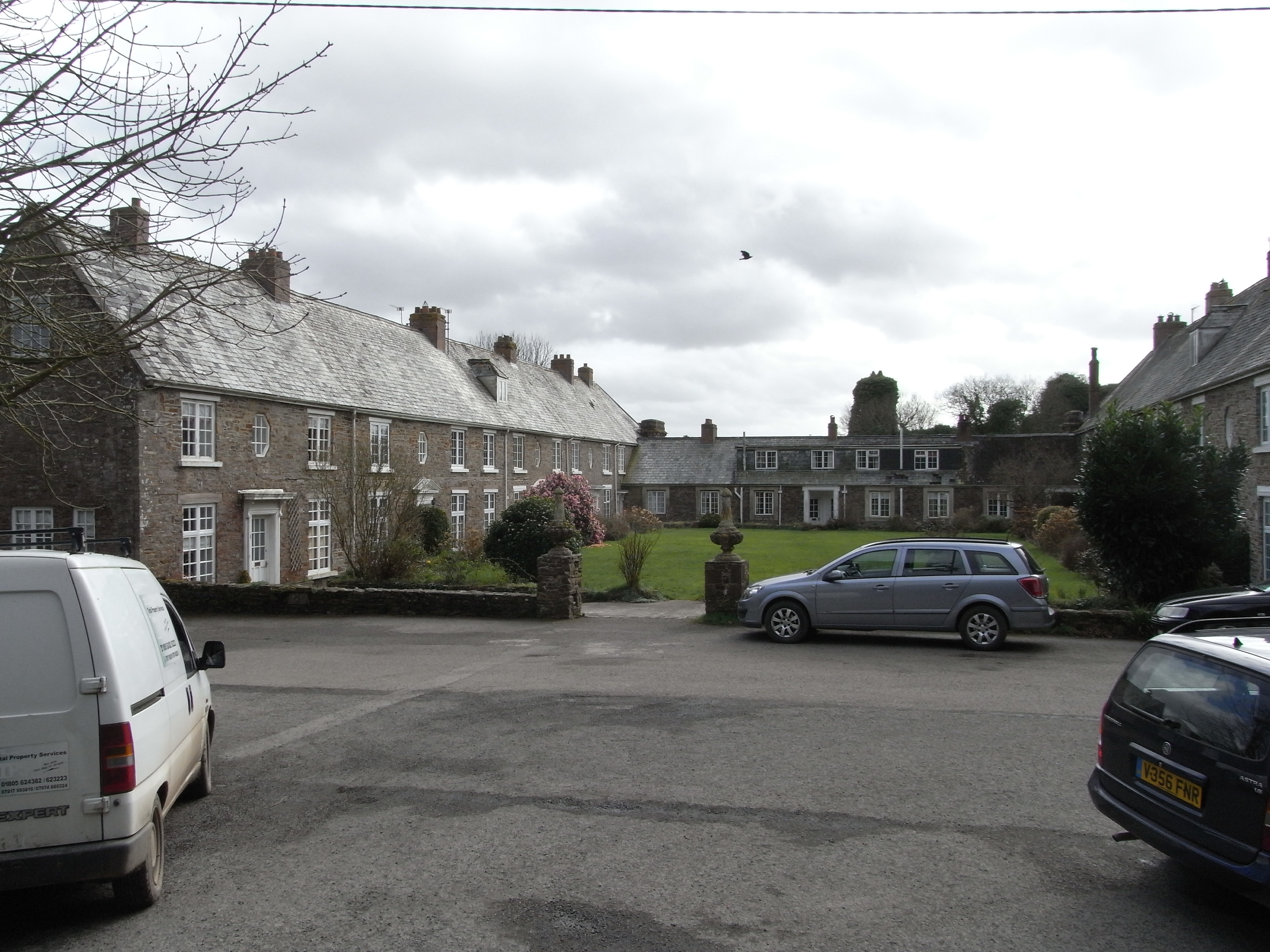
Stallungen von Stevenstone House, um 1950 umgebaut in ein terrassiertes Wohnhaus. Die efeuumrankten Ruinen von Stevenstone House sieht man im Hintergrund.

### Trefusis, Baron Clinton
Nach dem Tod von Mark Rolle 1907 fielen die Ländereien der Rolles, die etwa 22.000 Hektar umfassten und von ihm als lebenslangem Pächter nach dem Testament seines Onkels John Rolle, 1. Baron Rolle (1750–1842) gehalten wurden, an seinen Neffen Charles Hepburn-Stuart-Forbes-Trefusis, 21. Baron Clinton (1863–1957) aus Huish.

### Clemson
Lord Clinton ließ Stevenstone House 1912 versteigern. Käufer waren Captain John Oliver Clemson (1882–1915) und seine Gattin Mary McKinnon, eine reiche Erbin. Clemson wurde am 30. Mai 1882 in Crumpsall in Manchester als ältester Sohn von John Henry Clemson (1856–1889) aus Parkside, Altrinchan in Cheshire und dessen Gattin Sara Jane Oliver (* 1855) geboren. Er hatte einen Bruder und vier Schwestern.
Im Jahre 1891 war er acht Jahre alt und lebte mit seiner verwitweten Mutter im Brookfield House in der Bury Old Road in Broughton in Salford. Er besuchte die Windermere College Preparatory School in der Pfarre St Mary in Applethwaite, Windsmere, wo sein Name auf einer Gedenktafel „Boys of the Old College who fell in the Great War“ erscheint. Von 1897 bis Juli 1900 besuchte er die Sedbergh School. Laut einer Volkszählung von 1901 wohnte er im Red House in Windermere als Internatsschüler zusammen mit drei anderen Schülern. 1901 immatrikulierte er sich im Exeter College in Oxford. Er beschrieb sich um 1909 als „Gentleman Farmer of Peagham (Barton), Torrington“, einer der Bauernhöfe des Anwesens von Stevenstone, etwa 1,2 km entfernt vom Herrenhaus. Am 10. Juli 1909 bewarb er sich um die Aufnahme bei den Royal North Devon Hussars und wurde am 17. Juli 1909 dort als Second Lieutenant aufgenommen.
1911 lebte er als unverheirateter 28-Jähriger in Bydown House in Swimbridge bei Barnstaple als Gast von Robert Jameson und dessen Gattin Margaret (geb. McKinnon), dem Schwager von Mary McKinnon, die ebenfalls 28 Jahre alt war und in dem Haus lebte. Sie war in Kalkutta geboren und sollte Clemson künftige Frau werden. 1912 heiratete er in Paddington in London Mary McKinnon, 3. Tochter des verstorbenen John McKinnon aus London. Sie hatten eine Tochter. Die neuen Eigentümer ließen etwa die Hälfte der Ostfassade von Stevenstone House abreißen, einschließlich des Hauptturmes und des Eckturmes, um das Haus besser bewohnbar zu machen – vermutlich wegen des kriegsbedingten Fehlens von Hauspersonal. Er war Master der Stevenstone Foxhounds.
Captain Clemson wurde am 4. August 1914 mobilisiert und am 24. September 1914 mit der South Western Mounted Brigade nach Gallipoli verschifft. Dort fiel er am 9. Dezember 1915. An ihn erinnert ein Denkmal in der Kirche St Giles, auf dem geschrieben steht: „In liebender Erinnerung an John Oliver Clemson aus Stevenstone, Captain der Royal North Devon Hussars, der im Kampf in Gallipoli am 9. Dezember 1915 im Alter von 33 Jahren fiel. Es ist groß und ehrenvoll, für sein Land zu sterben.“ Er ist auch auf der Ehrenrolle des Exeter College in Oxford verzeichnet, ebenso wie der Ehrenrolle des Distrikts Altrincham.
Seine Witwe Mary ließ eine bronzene Erinnerungstafel in der Kirche errichten, die die zwölf Männer der Pfarrei nennt, die im Ersten Weltkrieg fielen. Sein Grab ist auf dem Lala-Baba-Friedhof in der Türkei. Mrs. Clemson heiratete später Colonel B. C. James vom 8. Devon Regiment und blieb in Stevenstone.

### Stückweiser Verkauf
Am 26. September 1930 stand das Anwesen von Stevenstone einschließlich 266 Hektar Grund zur Versteigerung. Im Mai 1931 stand das Anwesen erneut zur Versteigerung, diesmal aber mit nur 6,8 Hektar Grund. Die Beschreibung wies vier Empfangsräume, 27 Schlaf- und Ankleideräume und acht Badezimmer aus. Der Mindestpreis von 3000 £ wurde aber nicht erreicht. Ein 120 Hektar großer Anteil des Anwesens wurde separat verkauft.
Im Sommer 1931 kaufte Mr. George Millman, der Pächter von Winscott Barton (dem ehemaligen Wohnhaus von Tristram Risdon), damals Teil des Anwesens von Stevenstone, das Herrenhaus und einen Teil des Parks. Er bot das Haus sofort stückweise zum Verkauf als Baumaterial an, bevor es abgebrochen wurde, aufgeteilt in 609 Lots. Lot Nr. 609 war der verbleibende Rohbau des Hauses nach dem Verkauf aller anderen Teile. Mr. Millman änderte dann seine Absicht, aber die Auktion konnte nicht mehr gestoppt werden. Er kaufte selbst so viele Lots wie er konnte, und so blieb das Haus noch einige Jahre erhalten, allerdings vermindert um den Flügel für die Dienerschaft, der das eigentliche Herrenhaus mit den Stallungen verband.
Im Zweiten Weltkrieg war das Haus noch bewohnbar und es wurden Truppen dort stationiert, insbesondere das Warwickshire Regiment und später US-amerikanische Truppen. Nach dem Krieg verkaufte Mr. Millman das Haus schließlich an Mr. Melville der es dann – entgegen seiner beim Kauf geäußerten Absicht – abreißen ließ. Einen Großteil der Bausteine verwendete er zum Umbau der Stallungen in ein terrassiertes Wohnhaus und ließ darum herum und im früheren eingefriedeten Küchengarten verschiedene kleinere Häuser und Bungalows bauen.
1970 wurden die verkümmerten Ruinen von Stevenstone House von Mr. Parnell gekauft, der bereits 1931 den Rehpark gekauft hatte und dort ein Bungalow in der Nähe der Ruinen bauen ließ. Am 4. Oktober 1960 wurden der separate Bibliotheksraum und die Orangerie als historische Gebäude II*. Grades gelistet. Die Ruinen von Stevenstone House wurden viel später, am 16. Februar 1989, in die Liste historischer Gebäude als II. Grad aufgenommen, was sie vor weiterem Abbruch schützte. Allerdings sind sie weiter dem Verfall durch Witterungseinflüsse ausgesetzt und 2012 waren sie vollständig mit Efeu überwuchert.

## Stevenstone heute
Um die Ruine von Stevenstone House existiert heute eine kleine Siedlung, die aus terrassierten Häusern der ehemaligen Stallungen sowie verschiedenen Bungalows im früheren eingefriedeten Küchengarten und anderen neuen Häusern besteht. Dazu gehören auch die Torrington Farmers Hunt Kennels, die in den Tagen von Mark Rolle die Stevenstone Hunt waren. Die palladianistischen Nebengebäude des Bibliotheksraumes und der Orangerie wurden im Juli 1978 vom Landmark Trust aufgekauft, restauriert und in eine gewinnbringende Mietimmobilie umgewandelt.